# Atsede Baysa
Atsede Baysa (Etiopía; 16 de abril de 1987) es una atleta etíope especialista en carreras de fondo, ganadora de cuatro Grandes Maratones —maratón de Chicago en 2010 y 2012, y maratón de Boston en 2016—. También ha ganado otras maratones como la de París, Estambul o Xiamen.
Baysa participó en el Campeonato Mundial de Carrera en Ruta de 2007 y de 2009, celebrados en Údine (Italia) y Birmingham (Reino Unido), respectivamente.